# Locusta
Locusta ou Lucusta foi uma notável preparadora de venenos no primeiro século do Império Romano, ativa no dois reinados finais da dinastia Júlio-Claudiana. Ela supostamente teve participação no assassinato de Claúdio e Britânico. Foi por muitos anos a favorita do imperador Nero, com ela provendo treinamento a outros envenenadores em seu serviço. Seguida da morte de Nero, Locusta foi executada por seu sucessor, Galba.